# André Lagache
André Lagache (21 de janeiro de 1885 – 2 de outubro de 1938) foi um piloto francês que, junto com René Léonard, venceu a inauguração das 24 Horas de Le Mans em 1923 .  Lagache era engenheiro da fabricante de automóveis Chenard et Walcker e foi escolhido para dirigir seu modelo "Sport" nas 24 Horas de Le Mans. A dupla dirigiu uma distância de 2 209 quilômetros (1 400 mi) durante 24 horas e venceu outro Chenard-Walcker por uma margem de quatro voltas. Lagache continuou a dirigir pela Chenard et Walcker pelos próximos dois anos, mas não conseguiu ganhar o evento novamente. A dupla Lagache e Léonard, entretanto, ganhou o 24 Horas de Spa em 1925.